# Битка на Јавору (1876)
Битка на Јавору, од 6. јула до 5. септембра 1876, била је низ сукоба на југозападној граници Кнежевине Србије током Првог српско-турског рата. Започета као српска офанзива на Сјеницу и Нови Пазар, битка се убрзо свела на одбрану југозападне границе Србије и постепено повлачење пред надмоћнијим турским снагама. Завршена је турском стратегијском победом.

## Супротстављене снаге
Пред почетак рата, почетком јула 1876, на југозападној граници Кнежевине Србије била је концентрисана такозвана Ибарска војска, под командом генерала Фрање Заха. Војска се састојала од Западноморавске дивизије, коју су чиниле по три бригаде Прве класе и три Друге класе народне војске, коњички пук, артиљеријски пук (3 батерије по 8 топова), пионирски батаљон, болничка чета, 4 батерије и комора. Главнина војске (31 батаљон пешадије, 6 батерија топова, 2 ескадрона коњице и 1 инжињеријски батаљон) била је код села Кушића на планини Јавор, док је комора са залихама била у Ивањици.
Према овим српским снагама стајало је око 15.000 турских војника код Сјенице и Нове Вароши, под командом Муктар-паше, и око 18.000 код Новог Пазара, под командом Мехмед Али-паше.

## Ратне операције
Ибарска војска прешла је 6. јула границу на Јавору и после боја на Калипољу повукла се на Васиљев врх и Велики и Мали Ограђеник, где се утврдила. До 24. јула обе стране су се утврђивале и припремале за даље борбе, а тога дана је Ибарска војска покушала да овлада турском караулом Горићијевац, али је имала само делимичног успеха. После насилног извиђања 3. августа, Турци су 5. августа јаким снагама напали и потисли лево крило Ибарске војске са Боровца, а затим прикупивши око 15 табора пешадије напали 7. августа и центар Ибарске војске на Доловима и потисли је преко Басара на Кушиће. Тако су Турци овладали потпуно Јавором, а 2. септембра и Укоченицом; 3. и 4. септембра вођене су нарочито тешке борбе за Чемерницу, а ноћу 4/5. септембра Срби су после тешке борбе одбацили Турке и овладали Јавором.

### Битке и окршаји
- Битка на Калипољу (24. јуна/6. јула)[3]
- Битка на Новом Пазару (24-26. јуна/6-8. јула)[4]
- Битка за Огоријевац (12/24. јула)[5]
- Бој на Васиљевићу (12/24. јула)[5]
- Битка за Суви Рт (12/24. јула)[5]
- Пад Јавора (22-26. јула/3-7. августа)[6]
- Битка за Укоченицу (16-21. августа/28. августа-2. септембра)[7]
- Битка за Чемерницу (22-23. августа/3-4. септембра)[8]
- Ослобођење Јавора (4-5. септембра)[9]